# Purmerend Weidevenne vasútállomás
Purmerend Weidevenne vasútállomás vasútállomás Hollandiában, Purmerend községben,  településen.

## Vasútvonalak
Az állomást az alábbi vasútvonalak érintik:
- Zaandam–Enkhuizen-vasútvonal

## Kapcsolódó állomások
A vasútállomáshoz az alábbi állomások vannak a legközelebb:
- Purmerend vasútállomás
- Zaandam Kogerveld vasútállomás